# Animal Instinct (Commodores)
Animal Instinct is een nummer van Amerikaanse band Commodores uit 1985. Het is de tweede single van hun elfde studioalbum Nightshift.
"Animal Instinct" gaat over een gepassioneerde en intense liefdesrelatie die wordt gekenmerkt door een sterke fysieke en instinctieve verbinding. De tekst gebruikt dierlijke metaforen om de intensiteit en ruwheid van hun verbinding te beschrijven. Het nummer werd een kleine hit in Amerika, waar het de 43e positie bereikte in de Billboard Hot 100. In Nederland bereikte het nummer geen hitlijsten, terwijl in de Vlaamse Radio 2 Top 30 de 24e positie werd gehaald.

## Tracklijst
- 7"

1. "Animal Instinct" - 4:02
2. "Lightin' Up the Night" - 4:02